# Anton Ebben
Antonius Toon Ebben (Tilburg, 22 december 1930 - 's-Graveland, 4 februari 2011) was een professioneel springruiter die actief was tussen 1957 en 1986.
Ebben genoot zijn hoogtijdagen eind jaren zeventig. De ruiter nam met zijn paard Jumbo Design in 1976 deel aan de Olympische Spelen in het Canadese Montreal. De enige Nederlandse ruiterploeg die in de geschiedenis van de verkiezing Sportploeg van het Jaar ooit de titel greep was de equipe in 1977. Anton Ebben, Johan Heins, Henk Nooren en Harry Wouters wonnen in dat jaar het Europese teamgoud in Wenen. Op hetzelfde Europees kampioenschap wist Ebben individueel een bronzen medaille te bemachtigen. Bij de wereldkampioenschappen van 1978, in het Duitse Aken, werd het team waarvan Ebben deel uitmaakte tweede. Pas in augustus 2006 was er voor Nederland weer eremetaal in een landenwedstrijd op een WK. Ook met zijn paard Kairouan was hij succesvol. Hij werd in 1978 benoemd tot Ridder in de Orde van Oranje Nassau.
Een uitspraak van hem was : "Met een jong springpaard ga je niet springen maar daarmee doe je alles wat hem gezond houdt, sterker maakt en goed voor hem is. Want een paard kan tussen zijn 8e en 15e jaar meer voor je verdienen dan van zijn vierde tot zijn achtste."